# Thierry Serfaty
Pour les articles homonymes, voir Serfaty.
Œuvres principales
- Série Oscar Pill

Thierry Serfaty, né le 7 décembre 1967 à Strasbourg, est un médecin généraliste et écrivain français auteur de polars et de romans pour la jeunesse.

## Biographie
Thierry Serfaty effectue des études de médecine. Il ouvre son cabinet et travaille pour l'association Médecins du monde.
Son premier roman, Le Sang des Sirènes, est un thriller publié par les éditions Albin Michel. Il obtient le prix Polar 2000 à Cognac. En 2011, il publie Demain est une autre vie, un thriller dont le personnage principal est un chirurgien.
Il a également créé la série télévisée Le Cocon, débuts à l'hôpital.
Thierry Serfaty écrit des romans pour la jeunesse sous le pseudonyme d'Eli Anderson,. Sa série Oscar Pill compte cinq tomes, parus entre 2009 et 2012, et vendus à 250 000 exemplaires. Ils sont réédités au format poche en 2013.

## Vie privée
Son frère est le chef d'entreprise Dan Serfaty[réf. souhaitée].

## Œuvres

### Thrillers
- Le Sang des sirènes, Albin Michel, 2000  (ISBN 2-226-11401-7)
- Le Cinquième Patient, Albin Michel, 2001  (ISBN 2-226-12576-0)
- Le Gène de la révolte, Albin Michel, 2004  (ISBN 2-226-15384-5)
- La Nuit interdite, Albin Michel, 2006  (ISBN 2-226-16823-0)
- Peur, Michel Lafon, 2007  (ISBN 2-749-90720-9)
- Agônia, Michel Lafon, 2008  (ISBN 978-2-749-90803-8)
- Demain est une autre vie, Albin Michel, 2011  (ISBN 978-2-226-22143-8)

### SérieOscar Pill
1. La Révélation des Médicus, Albin Michel Jeunesse, 2009, 576 p.  (ISBN 978-2-226-19357-5)
2. Les Deux Royaumes, Albin Michel Jeunesse, 2010, 624 p.  (ISBN 978-2-226-20939-9)
3. Le Secret des Éternels, Albin Michel Jeunesse, 2010, 600 p.  (ISBN 978-2-226-20940-5)
4. L'Allié des ténèbres, Albin Michel Jeunesse, 2011, 500 p.  (ISBN 978-2-226-23100-0)
5. Cérébra, l'ultime voyage, Albin Michel Jeunesse, 2012, 587 p.  (ISBN 978-2-226-24272-3)

### SérieOscar le Médicus
1. Le Pendentif magique, Albin Michel Jeunesse, 2014  (ISBN 978-2-226-25776-5)
2. Le Mystère de la cape émeraude, Albin Michel Jeunesse, 2014  (ISBN 978-2-226-25777-2)
3. Le Grimoire qui sait tout, Albin Michel Jeunesse, 2015  (ISBN 978-2-226-25875-5)
4. L'Ordre secret des Médicus, Albin Michel Jeunesse, 2015  (ISBN 978-2-226-25876-2)
5. Les Cavaliers du ciel, Albin Michel Jeunesse, 2015
6. La Vengeance du prince noir, Albin Michel Jeunesse, 2016  (ISBN 978-2-226-32473-3)
7. La Salle des gongs, Albin Michel Jeunesse, 2016  (ISBN 978-2-226-32541-9)

### Romans jeunesse indépendants
- Mila Hunt, Albin Michel Jeunesse, 2019  (ISBN 978-2-226-25508-2)

### Collaboration
- Weepers Circus, N'importe où, hors du monde (2011). Il s'agit d'un livre-disque dans lequel participe une quarantaine d'invités aux titres d'auteurs ou d'interprètes: Thierry Serfaty y signe un texte inédit (non mis en musique) consacré à sa propre interprétation de ce titre énigmatique de « N'importe où, hors du monde ».